# Kempen Airport
Budel Airport, Kempen Airport of Luchthaven Budel is een vliegveld gelegen bij Budel in de gemeente Cranendonck. Het ligt tussen Weert en Hamont-Achel vlak bij de Belgische grens en wordt voornamelijk gebruikt voor recreatie- en zakenvluchten. Het vliegveld beschikt over een verharde- en een grasbaan. Luchtverkeersleiding Nederland (LVNL) is verantwoordelijk voor de lokale luchtverkeersleiding en handelt jaarlijks meer dan 80.000 vliegbewegingen af.

## Geschiedenis
Op 26 juli 1970 werd Kempen Airport in gebruik genomen onder de naam Luchtvaartterrein Budel. Het veld is door de minister van verkeer en waterstaat aangewezen als openbaar internationaal luchtvaartterrein Internationale ICAO cat. 2B. D.w.z. dat vliegtuigen mogen worden afgehandeld met een spanwijdte van maximaal 24 meter en/of een wielbasis tot maximaal 6 meter. Oprichter/eigenaar van het vliegveld is W.M. Fransen. Kort daarna werd ook vliegschool 'De Kempen' opgericht. Deze school (Flight Training Organisation) leidt op tot diverse privé-brevetten en bepaalde type ratings. 
Toename in de vraag naar zakenvluchten en andere activiteiten van Kempen Airport maakten investeringen in de infrastructuur van het vliegveld noodzakelijk. In 1991 werd een verharde start- en landingsbaan met een lengte van 930 meter aangelegd. Inmiddels beschikt het veld over een start- en landingsbaan met een lengte van 1.199 meter en een breedte van 23 meter. Tevens werden een baanrand- en naderingsverlichting aangelegd en een instrument-eindnadering ontwikkeld om de bedrijfsluchtvaart onder slechte weersomstandigheden en buiten de daglichtperiode te kunnen ontvangen. De instrumentnadering bestaat uit een GNSS-approach die op in 2009 als eerste in Nederland werd toegepast.

## Gebruik
De overheid maakt gebruik van de luchthaven voor politie-, brandweer- en milieuvluchten. Daarnaast zijn er opleidings en trainingsvluchten; zakenvluchten; inspectievluchten voor bedrijven; medische vluchten; foto- en cartografie vluchten en privévluchten.

### Praktische informatie
Communicatie op VHF 122.150 MHz.
Brandstof F-3 JET A-1. Fire cat 3
VFR tijdens openingsuren en daarbuiten bij telefonische vooraankondiging. IFR buiten daglichtperiode beperkt en alleen bij vooraanvraag voor zaken en medische vluchten.
Banenstelsel: baan 03-21 (verhard), 1.199m, breedte: 23m met baanrand- en naderingsverlichting en baan 03R-21L (gras), 600m alleen voor ultralicht motorluchtvaartuigen

## Bedrijven
Vliegschool de Kempen verzorgt vlieglessen in een Cessna 172 en biedt de mogelijkheid tot het behalen van 
- de Light Aircraft Pilot License (LAPL) of de Private Pilot License (PPL)
- de praktijkopleiding Recreational Micro Light Aircraft (RPL MLA)
- de vliegopleiding Instrument Rating (A) voor houders van een PPL(A) inclusief nachtkwalificatie of CPL(A) met ten minste 50 vlieguren overlandvluchten
- class rating opleiding turboprop aircraft (TBM)
- type rating opleiding turboprop aircraft (PC-12)
- opleiding multi engine piston (MEP)
- afleggen van alle examens

Kempen Aircraft Maintenance is een erkend vliegtuigonderhoudsbedrijf met 2 hangars t.b.v. onderhoud van vliegtuigen die Kempen Airport als thuisbasis hebben maar ook van externe klanten. Het is erkend Socata TBM service center en Pilatus PC-12 satellite service center en verricht tevens onderhoud aan o.a. Cessna, Cirrus, Mooney, Pilatus PC-6, Piper, Robin, Socata TB en Vulcanair P68